# Eksperci (obraz Alexandre’a-Gabriela Decamps’a)

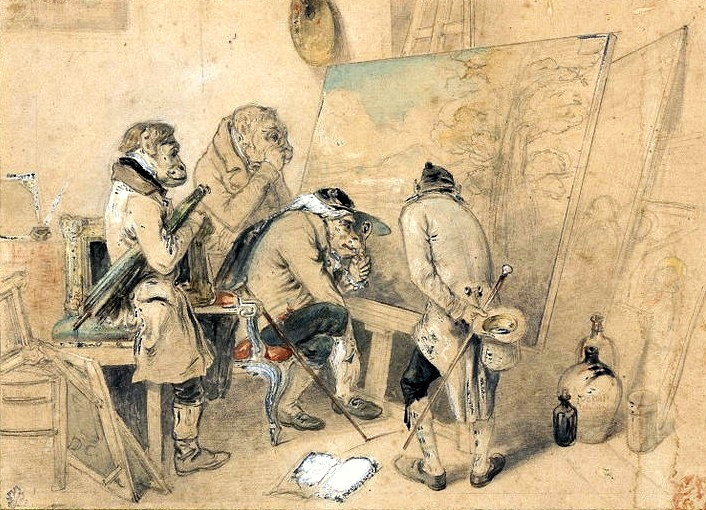
Rzeczoznawcy w pracowni malarza ze zbiorów Muzeum Narodowego w Warszawie

Eksperci (fr. Les Experts) – obraz olejny namalowany przez francuskiego malarza Alexandre’a-Gabriela Decamps’a w 1837, znajdujący się w zbiorach Metropolitan Museum of Art w Nowym Jorku.

## Opis
Dzieło Decamps’a wywodzi się z popularnego w sztuce francuskiej połowy XVIII wieku gatunku zwanego singerie, gdzie ubrane w modne stroje małpy zachowują się jak ludzie: tańczą, grają na instrumentach i w gry hazardowe, są artystami tworzącymi dzieła sztuki i tym podobne.
Satyryczny obraz po raz pierwszy wystawiony na Salonie w Paryżu w 1839, przedstawia czterech elegancko ubranych „ekspertów” w atelier, na co wskazują liczne obrazy zgromadzone na podłodze i paleta wisząca na ścianie. „Znawcy sztuki” w skupieniu badają pejzaż na sztaludze w stylu siedemnastowiecznego malarza Nicolasa Poussina. Każda z małp posiada jakiś przedmiot: siedząca na krześle trzyma w lewej ręce szkło powiększające by lepiej przyjrzeć się szczegółom na obrazie, tak samo jak stojąca za nią ze szkłem w prawej dłoni. Małpa stojąca po lewej stronie trzyma parasol pod pachą, małpa po prawej stronie pochylająca się nad płótnem trzyma w lewej ręce laskę i cylinder.
Pokolenie Decamps’a, w tym takie postacie jak Théodore Rousseau i Jules Dupré, starało się rzucić wyzwanie dominującemu poglądowi, że sztuka przeszłości powinna dyktować współczesny gust. Obraz Eksperci jest swego rodzaju manifestem sprzeciwu wobec tego poglądu.
W zbiorach Muzeum Narodowego w Warszawie znajduje się rysunek Rzeczoznawcy w pracowni malarza autorstwa Alexandre’a-Gabriela Decamps’a stworzony na podstawie obrazu Eksperci.